# ناصر اسماعیل
ناصر اسماعیل (انگلیسی: Nasir Ismail؛ زادهٔ ۱۷ ژوئیهٔ ۱۹۶۷) بازیکن سابق و مربی فوتبال اهل پاکستان بود.
وی همچنین در تیم ملی فوتبال پاکستان بازی کرده است.